# Focalisation forte

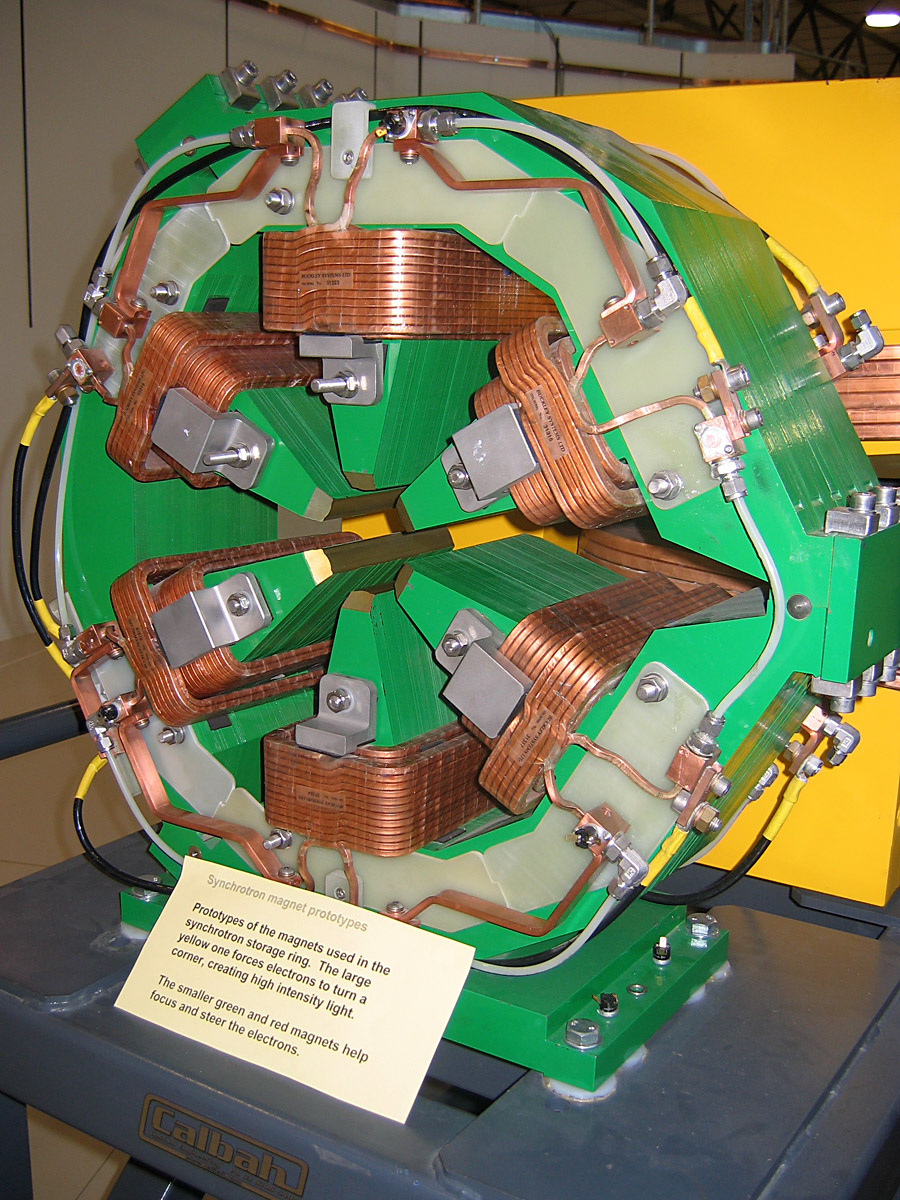
Électroaimant sextupolaire tel que ceux utilisés dans l' anneau de stockage du synchrotron australien pour focaliser et diriger le faisceau d'électrons.

En physique des accélérateurs, on appelle focalisation forte (ou focalisation à gradient alterné) le principe selon lequel l'effet net sur un faisceau de particules chargées passant à travers des gradients de champ alternés est de le faire converger. Elle s'oppose à la focalisation faible, qui est le principe selon lequel deux cercles voisins parcourus par deux particules chargées se déplaçant dans un champ magnétique uniforme, ne se croisent qu'une seule fois au cours d'une révolution.
Le théorème d'Earnshaw interdit la focalisation simultanée dans deux directions à la fois. Cependant, les pôles striés d'un cyclotron ou de deux ou plusieurs aimants quadrupolaires espacés (disposés en quadrature) focalisent alternativement horizontalement et verticalement,.
La focalisation forte a été conçue pour la première fois en 1949 par Nicholas Christofilos (en), mais n'avait pas été publiée (Christofilos avait choisi de breveter son idée plutôt que de la publier). En 1952, le principe de focalisation forte a été repris indépendamment par Ernest Courant (en), Milton Stanley Livingston, Hartland Snyder et J. Blewett au Laboratoire national de Brookhaven,, qui ont reconnu plus tard la priorité de l'idée à Christofilos. Les avantages d'une focalisation forte ont alors été rapidement reconnus, et déployés sur le Synchrotron à gradient alternés.
Courant et Snyder avaient découvert que l'effet produit en alternant le gradient de champ était que les focalisations verticale et horizontale des protons pouvaient être renforcées simultanément, ce qui permettait un meilleur contrôle de la trajectoire des particules dans la machine. L'intensité du faisceau pouvait ainsi être augmentée, tout en réduisant le coût global de la construction d'un accélérateur plus puissant. La théorie a permis de révolutionner la conception des cyclotrons, mais également d'utiliser des intensités de champ très élevées, tout en réduisant massivement la taille des aimants nécessaires, du fait de la minimisation de la taille du faisceau. La plupart des accélérateurs de particules utilisent aujourd'hui le principe de la focalisation forte.

## Aimants multipolaires

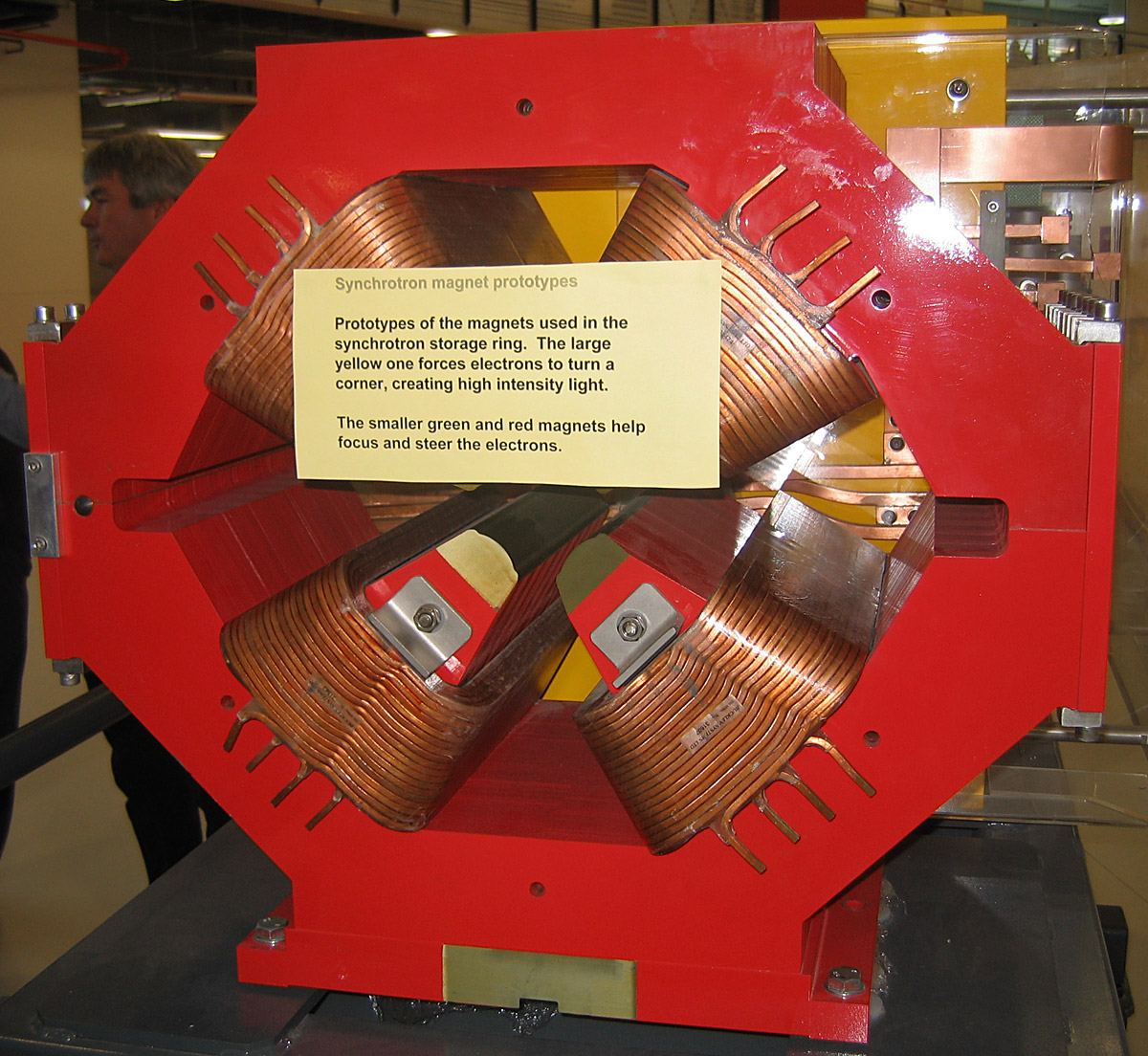
L'électroaimant quadrupolaire de l'anneau de stockage du synchrotron australien remplit à peu près le même objectif que les aimants sextupolaires.

Les systèmes modernes utilisent souvent des aimants multipolaires, tels que des quadrupôles ou des sextupôles, pour focaliser un faisceau, car les aimants produisent des déviations plus importantes que les systèmes électrostatiques antérieurs dans le cas de faisceaux ayant des énergies cinétiques élevées. Les aimants multipolaires permettent de recentrer le faisceau après chaque section de déviation, car chaque section produit une défocalisation qui peut être compensée par une « lentille » à aimant convergent.
Le système peut se représenter schématiquement comme une séquence de lentilles divergentes et convergentes. Les quadrupôles sont souvent disposés selon ce que l'on appelle des motifs FODO (où F focalise verticalement et défocalise horizontalement, et où D focalise horizontalement et défocalise verticalement. O est un espace ou un aimant de déviation). Si l'on pouvait suivre les particules du faisceau le long de leurs trajectoires à travers l'agencement de focalisation, on verrait une oscillation.

## Modélisation mathématique
L'action sur un ensemble de particules chargées par des aimants linéaires (c'est-à-dire uniquement les dipôles, les quadrupôles et les régions libres de tout champ entre eux) peut s'exprimer sous forme de matrices qui peuvent être multipliées entre elles pour donner l'effet global, en utilisant l'optique matricielle. Les termes d'ordre supérieur, tels que les sextupôles, les octupôles, etc., peuvent être traités par d'autres méthodes, en fonction du phénomène étudié.